# بويرة الأحداب
توجد بلدية  بويرة الأحداب بدائرة حد الصحاري ولاية الجلفة تحدها شمالا بلدية حد الصحاري وشرقا بلديتي حاسي العش وغربا بلدية بنهار وجنوب بلدية حاسي بحبح وهي بلدية تعدادها السكاني حوالي 10000 مواطن يمارس رعي الماعز والغنم والبقر وممارسة الشعر الملحون وحياكة القشابي التقليدي 

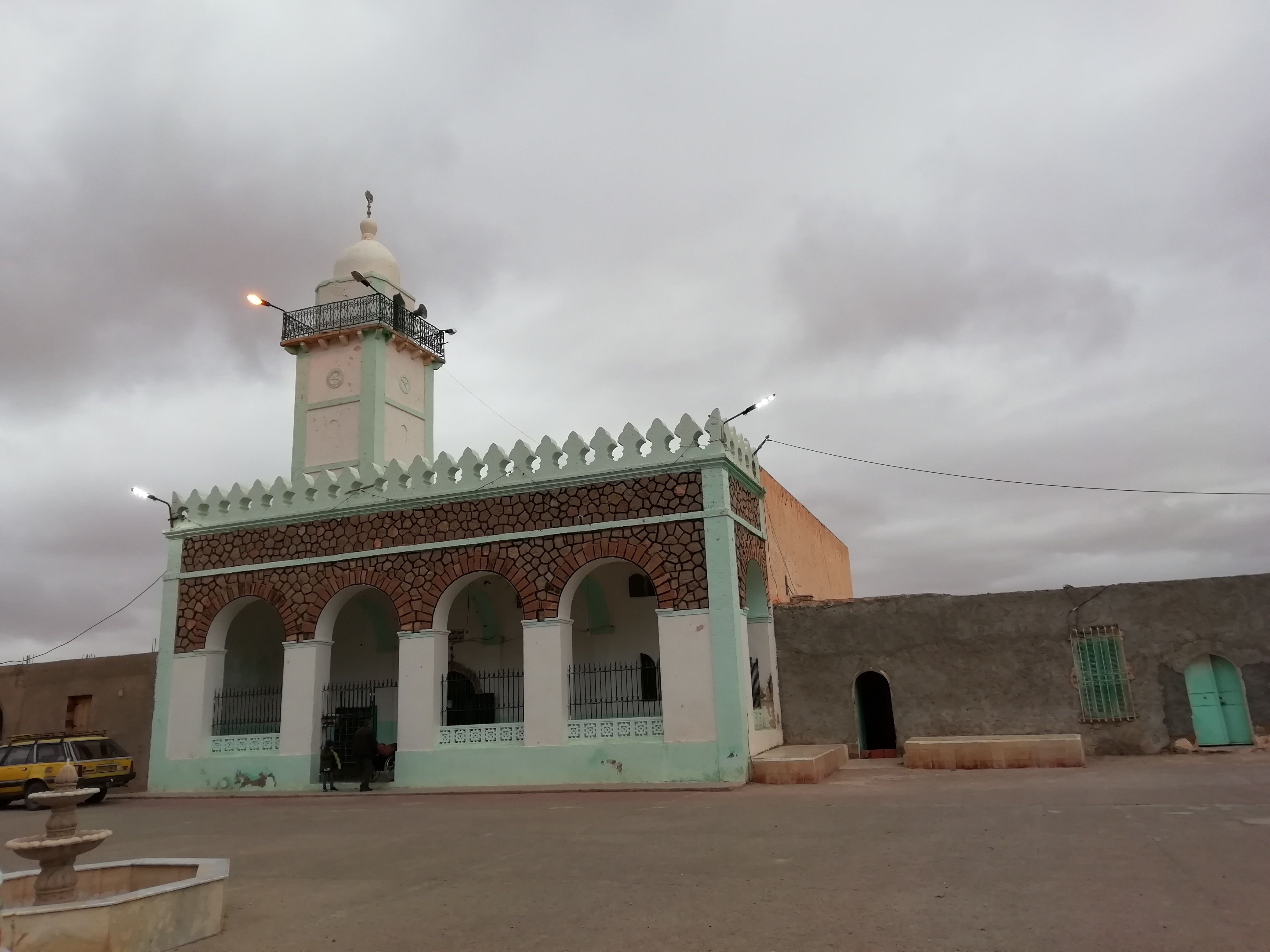
مدرسة قرآنية تاريخية

## السياحة
تتميز المنطقة بمناطق سياحية كثيرة أهمهما:
- زاوية عين أقلال وهي من الزوايا التاريخية بالمنطقة